# جين أندرسون
جان اندرسون (بالإنجليزية: Jean Anderson)‏ هي ممثلة بريطانية، ولدت في 12 ديسمبر 1907 في المملكة المتحدة، وتوفيت بنفس المكان في 1 أبريل 2001.

## وصلات خارجية
- جين أندرسون على موقع IMDb (الإنجليزية)
- جين أندرسون على موقع ألو سيني (الفرنسية)
- جين أندرسون على موقع أول موفي (الإنجليزية)
- جين أندرسون على موقع قاعدة بيانات برودواي على الإنترنت (الإنجليزية)
- جين أندرسون على موقع قاعدة بيانات الأفلام السويدية (السويدية)
- جين أندرسون على موقع قاعدة بيانات الفيلم (الإنجليزية)
- جين أندرسون على موقع كينوبويسك (الروسية)